# Jan Veldhuizen
Johannes Theodorus Maria Veldhuizen (Haarlem, 28 september 1939 - aldaar, 14 april 2002) was een Nederlands politicus namens D66.
Veldhuizen werd geboren en groeide op in Haarlem als zoon van een melkhandelaar. Na de Mulo begon hij in 1954 aan een beroepsopleiding te Amsterdam. Later begon hij aan een studie economie, die hij niet voltooide, en deed hij enkele commerciële cursussen.
Voor zijn politieke carrière was Veldhuizen werkzaam in de horeca en vervulde hij commerciële functies. Van 1975 tot 1981 was hij directeur van uitgeverij Inmere, gevestigd te Wormer.
Na de voor D66 succesvolle Tweede Kamerverkiezingen 1981 werd hij lid van de Tweede Kamer. Hij hield zich in de Kamer vooral bezig met onderwerpen op het financieel-economische gebied.
Nadat de bewindspersonen van de PvdA in mei 1982 hun ontslag aanboden en het kabinet, waar ook D66 en het CDA deel van uitmaakte, viel, stemde Veldhuizen, samen met onder andere Grace Cotterell, op een fractievergadering tegen de vorming van een rompkabinet bestaande uit het CDA en D66. Zij kregen echter niet voldoende bijval, en het Kabinet-Van Agt III werd alsnog geformeerd. Bij de Tweede Kamerverkiezingen van 1982 verloor Veldhuizen zijn zetel.
Na zijn politieke carrière werd Veldhuizen in 1982 opnieuw directeur van Inmere. Ook had hij enkele maatschappelijke nevenfuncties.
Jan Veldhuizen overleed in april 2002 op 62-jarige leeftijd.
- Biografisch Portaal: 32007607
- International Standard Name Identifier: 0000 0000 3381 0852
- Library of Congress Control Number: n2002102413
- Nederlandse Thesaurus van Auteursnamen: 071662227
- Parlement.com: vg09llmtj8vh
- Virtual International Authority File: 53514637
- WorldCat: E39PBJp9xKvbkPjCJXTkHDPWjC